# 米兰·丘达
米兰·丘达（捷克語：Milan Čuda，1939年9月22日—），生于布拉格，捷克男子排球运动员。他曾代表捷克斯洛伐克国家队参加1964年夏季奥林匹克运动会排球比赛，获得一枚银牌。